# Tran Duc Luong
Tran Duc Luong (vietnamsky Trần Đức Lương; 5. května 1937 provincie Quang Ngai – 20. května 2025) byl vietnamský prezident a člen politbyra vietnamské komunistické strany. Ve funkci prezidenta působil od 24. září 1997 do 24. června 2006, po dvě volební období. Vystudoval geologii a pracoval jako kartograf, do komunistické strany vstoupil v roce 1959 a od roku 1970 se stal stranickým funkcionářem.

## Vyznamenání
- Řád přátelství – Rusko
- Řád zlaté hvězdy – Vietnam